# Marie Peterson
Marie Peterson, född 26 april 1953 i Stockholm, är en svensk kritiker, kulturjournalist och författare.  
Efter att ganska planlöst ha läst teater- och litteraturhistoria vid Stockholms universitet, gick hon 1978-80 Dramatiska Institutets radioproducentlinje, 
och arbetade sedan under 80-talet som kulturjournalist på Sveriges Radio.   Hon har skrivit litteraturkritik för Göteborgs-Posten och Dagens Nyheter, och jobbade i fyra år som litteraturrecensent på Tidningen Vi.
Ända sedan barnsben har Marie Peterson läst deckare, och hon var en av de första kritiker som skrev seriös litteraturkritik om deckare. 
År 2006 valdes hon in som hedersledamot i Svenska Deckarakademin. 